# Prodicos din Cheos

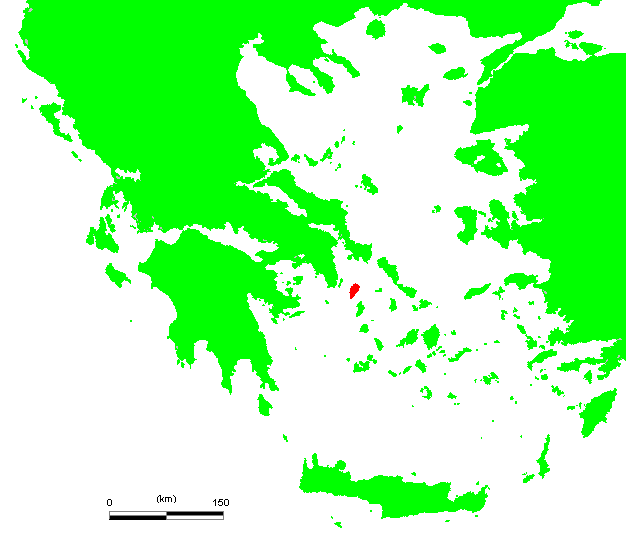
Localizarea insulei Cheos

Prodicos din Cheos (greaca veche: Πρόδικος / Prodikos; cca. 465 î.Hr. - cca. 395 î.Hr.) a fost un filosof pre-socratic (sofist) din Grecia antică.
Sosit la Atena ca sol al cetății natale, Prodicos dobândește rapid în metropola spirituală a lumii elene o mare faimă ca dascăl. Contemporan și prieten al lui Socrate, printre discipolii săi se numără Euripide, Teramene, Isocrate, Antistene; influențe ale gândirii lui se fac simțite chiar la Xenofon. Platon apreciază scrierea sa Simonimica (o încercare de delimitare a cuvintelor cu același sens), Prodicos fiind considerat unul dintre fondatorii lingvisticii și studiilor de gramatică. Peri physeos anthropou (Despre natura omului) și Horai (Anotimpurile), scrieri cu caracter filosofic și etic, s-au pierdut.

## Legături externe
- Prodicos din Chios, CrestinOrtodox.ro, 15 noiembrie 2014